# Tour XX Aniversario
Es la undécima gira que realizó la banda de heavy metal argentino Rata Blanca, aquella que comenzó el 4 de junio de 2011 y terminó el 14 de julio de 2012. Esta gira fue realizada para conmemorar los 20 años de Magos, espadas y rosas. Fue así como salió el disco XX Aniversario Magos, Espadas y Rosas. Esta gira los llevó por distintos puntos del país y algún que otro país limítrofe. Se puede decir que lo más importante fue el regreso de la banda al estadio Luna Park después de dos años. La última visita había sido en octubre de 2009, ya que presentaron el disco El reino olvidado. Otro acontecimiento importante había sido el regreso a Obras luego de 5 años. Este regreso sucedió el 25 de noviembre de 2011. En el recital le hicieron un homenaje al cantante de Queen Freddie Mercury, quien había fallecido 20 años antes, producto del SIDA. La gira terminó el 14 de julio del 2012, ya que luego iniciaron una nueva gira que conmemora sus 25 años.

## Recital en el Luna Park, lanzamiento del disco y gira

### 2011
En junio, la banda regresa al estadio Luna Park, como motivo de los 20 años de Magos, espadas y rosas. Fue así que dio comienzo una gira denominada XX Aniversario Tour: Magos, espadas y rosas. Precisamente, 20 días después del regreso de Rata al Luna, sale a la venta el tercer disco en vivo titulado XX Aniversario Magos, Espadas y Rosas. Este disco consta de 7 temas, de los cuales 6 son cantados y el último es instrumental. Los días 19, 20, 21 y 23 de agosto tocaron en Chile para seguir con la gira aniversario. En este último concierto, durante la interpretación de Chico callejero, el guitarrista de la banda recibe un escupitajo por parte de uno de los asistentes. Esto obligó a la banda a parar la canción, y luego siguieron. El 26 de agosto, se presentaron en el Orfeo Supérdomo, aquel que fue inaugurado por Divididos en el año 2002. A principios de septiembre tocan en Temperley, Asunción, Cipolletti, La Plata, Haedo, Santa Rosa, Puerto Madryn y Caleta Olivia. Estos conciertos tuvieron lugar el 2, 3, 10, 15, 16, 21, 23 y 24 de septiembre. Tenían previsto realizar un concierto en Viedma el 9 de septiembre, pero por diversos motivos, fue postergado. Después de un mes sin tocar, regresan nuevamente a Venezuela para participar de una nueva edición del GillmanFest 2011. En noviembre, la banda vuelve a tocar en el Teatro Broadway de Rosario, en donde no lo hacían desde el cierre del Talismán Tour, que duró desde el 2008 hasta el corriente año. Posteriormente tocaron en Zamora, Olavarría, Mar de Ajó y finalmente, el 25 de noviembre, y después de 5 años, Rata Blanca regresa a Obras para culminar la primera parte de la gira. En el concierto le dedicaron la canción Haz tu jugada al cantante de Queen Freddie Mercury, que falleció el 24 de noviembre de 1991 producto del SIDA. De esta manera, y como dijimos antes, se termina la primera parte de esta gira. Al mes siguiente tocarían en Encarnación, pero también se suspendió..

### 2012
En 2012 se presentan en el estadio de Tiro Federal de Belén el 10 de febrero. En el recital hicieron los temas Live and let die y Despiértate nena, de Wings y Luis Alberto Spinetta, respectivamente. Este último falleció el 8 de febrero de 2012. El 12 de febrero tocaron en la 12° edición del Festival Cosquín Rock, con bandas como Ciro y Los Persas, Malón, El Bordo, Eruca Sativa y otras. En el recital volvieron a homenajear al Flaco interpretando otra vez Despiértate nena. En marzo, la banda toca en Sunchales nuevamente. Tenían previsto tocar en Río Gallegos, Caleta Olivia y Comodoro Rivadavia, pero por diversos motivos, los conciertos fueron suspendidos. El 6, 7 y 14 de abril tocan en Paraná, Rosario y Córdoba hasta tocar en Bolivia el 14 de julio, poniendo fin a la gira por los 20 años de Magos, espadas y rosas. En medio de esta gira, la banda aprovechó el parate para que su guitarrista sea el invitado estelar en el concierto de Zucchero en Buenos Aires, con quien interpretaron el tema Il mare.

## Setlist
Representa el concierto en el estadio Luna Park del 4 de junio de 2011.
1. "Diario de una sombra"
2. "Sólo para amarte"
3. "Bajo el poder del sol
4. "Aún estás en mis sueños"
5. "71-06 (Endorfina)"
6. "La boca del lobo"
7. "El sueño de la gitana"
8. "La llave de la puerta secreta"
9. "Ángeles de acero"
10. "La leyenda del hada y el mago"
11. "Mujer amante"
12. "El beso de la bruja"
13. "Haz tu jugada"
14. "El camino del sol"
15. "Días duros"
16. "Por qué es tan difícil amar"
17. "El círculo de fuego"
18. "Preludio obsesivo"
19. "Los ojos del dragón"
20. "Abrazando al rock and roll"
21. "Las voces del mar"
22. "El reino olvidado"
23. "Chico callejero"
24. "Guerrero del arco iris"

## Conciertos
| Fecha                    | Ciudad            | País      | Recinto                                        |
| ------------------------ | ----------------- | --------- | ---------------------------------------------- |
| América del Sur          |                   |           |                                                |
| 4 de junio de 2011       | Buenos Aires      | Argentina | Estadio Luna Park                              |
| 19 de agosto de 2011     | Concepción        | Chile     | Havana Club                                    |
| 20 de agosto de 2011     | Santiago de Chile | Chile     | Teatro Caupolicán                              |
| 21 de agosto de 2011     | Antofagasta       | Chile     | Rock & Soccer Stadium                          |
| 23 de agosto de 2011     | Iquique           | Chile     | Casa del Deportista                            |
| 26 de agosto de 2011     | Córdoba           | Argentina | Orfeo Superdomo                                |
| 2 de septiembre de 2011  | Temperley         | Argentina | Auditorio Sur                                  |
| 3 de septiembre de 2011  | Asunción          | Paraguay  | Vulcan                                         |
| 10 de septiembre de 2011 | Cipolletti        | Argentina | Meet Dance Club                                |
| 15 de septiembre de 2011 | La Plata          | Argentina | Teatro Sala Ópera                              |
| 16 de septiembre de 2011 | Haedo             | Argentina | Auditorio Oeste                                |
| 21 de septiembre de 2011 | Santa Rosa        | Argentina | Club 25 de Mayo                                |
| 23 de septiembre de 2011 | Puerto Madryn     | Argentina | Nuevo Palacio Aurinegro                        |
| 24 de septiembre de 2011 | Caleta Olivia     | Argentina | Complejo Deportivo Municipal Ingeniero Knudsen |
| 29 de octubre de 2011    | Cumaná            | Venezuela | Avenida Perimetral                             |
| 4 de noviembre de 2011   | Rosario           | Argentina | Teatro Broadway                                |
| 7 de noviembre de 2011   | Zamora            | Ecuador   | Predio Ferial                                  |
| 11 de noviembre de 2011  | Olavarría         | Argentina | Teatro Municipal                               |
| 12 de noviembre de 2011  | Mar de Ajó        | Argentina | Camping General Lavalle                        |
| 25 de noviembre de 2011  | Buenos Aires      | Argentina | Estadio Obras Sanitarias                       |
| 10 de febrero de 2012    | Belén             | Argentina | Estadio Tiro Federal                           |
| 12 de febrero de 2012    | Córdoba           | Argentina | Aeródromo Santa María de Punilla               |
| 31 de marzo de 2012      | Sunchales         | Argentina | Low Disco                                      |
| 6 de abril de 2012       | Paraná            | Argentina | Fish Discotheque                               |
| 7 de abril de 2012       | Rosario           | Argentina | Teatro Broadway                                |
| 14 de abril de 2012      | Córdoba           | Argentina | Predio UDI                                     |
| 14 de julio de 2012      | La Paz            | Bolivia   | Teatro al Aire Libre                           |

## Países visitados
- Argentina
- Bolivia
- Chile
- Ecuador
- Paraguay
- Venezuela

## Conciertos suspendidos
| Fecha                   | Ciudad, País                  | Lugar                                          | Motivo |
| ----------------------- | ----------------------------- | ---------------------------------------------- | --- |
| 9 de septiembre de 2011 | Viedma, Argentina             | Estadio Cayetano Arias                         | Suspendido por razones ajenas a la banda. Volvieron a Río Negro el 1 de diciembre de 2012 en su Gira 25 Años. Oficialmente volvieron a Viedma el 26 de agosto de 2017 en la Gira de la Tormenta Eléctrica.          |
| 3 de diciembre de 2011  | Encarnación, Paraguay         | Club Silvio Pettirossi                         | El concierto se suspendió por razones ajenas a la banda. Volvieron a Paraguay el 12 y 13 de septiembre de 2014, y oficialmente volvieron a Encarnación el 14 de agosto de 2015 en la Gira de la Tormenta Eléctrica. |
| 16 de marzo de 2012     | Río Gallegos, Argentina       | Polideportivo La Caja                          | El concierto se suspendió por varios motivos. Volvieron a Santa Cruz el 8 de noviembre de 2015 en la Gira de la Tormenta Eléctrica.                                                                                 |
| 17 de marzo de 2012     | Caleta Olivia, Argentina      | Complejo Deportivo Municipal Ingeniero Knudsen | El concierto fue suspendido por razones ajenas a la banda. Volvieron a Caleta Olivia el 18 de septiembre de 2016 en la Gira de la Tormenta Eléctrica.                                                               |
| 18 de marzo de 2012     | Comodoro Rivadavia, Argentina | Club Ingeniero Huergo                          | El concierto se suspendió por razones diversas. Volvieron a Comodoro Rivadavia el 3 de agosto de 2014 en la Gira 2014. Se desarrolló en el Estadio Socios Fundadores.                                               |

## Formación durante la gira
- Adrián Barilari - Voz (1989-1993, 2000-Actualidad)
- Walter Giardino - Guitarra líder (1986-1997, 2000-Actualidad)
- Guillermo Sánchez - Bajo (1987-1997, 2000-2017)
- Danilo Moschen - Teclados (2010-Actualidad)
- Fernando Scarcella - Batería (2000-2023)